# Åke Gartz
Åke Henrik Gartz, född 9 juni 1888 i Helsingfors, död 29 november 1974 i Karis, var en finländsk företagsledare, diplomat och statsråd.
Under mellankrigstiden verkade Gartz som advokat och företagsjurist samt företagsledare. Han var ordförande i Arbetsgivarnas i Finland centralförbund 1937–1940 och deltog i förhandlingarna 1940 då fackföreningarna fick rätt att förhandla med arbetsgivarna. Samma år erhöll Gartz bergsråds titel.
Gartz stod i kontakt med den så kallade fredsoppositionen under Finska fortsättningskriget. Efter kriget kom han att bli en av Juho Kusti Paasikivis närmsta medarbetare. Gartz var handels- och industriminister 1944–1946 och utrikesminister 1950–1951. Han blev detta år Finlands sändebud i Bern och förflyttades 1953 till Moskva. Han var Finlands ambassadör i Moskva 1954–1955.
Gartz var son till kronofogden Carl Henrik Gartz och Eva Aurora, född Forsell. Han var från 1914 gift med Ebba Gartz, född Pipping (1886–1978).